# Гідрофобність

Ілюстрація

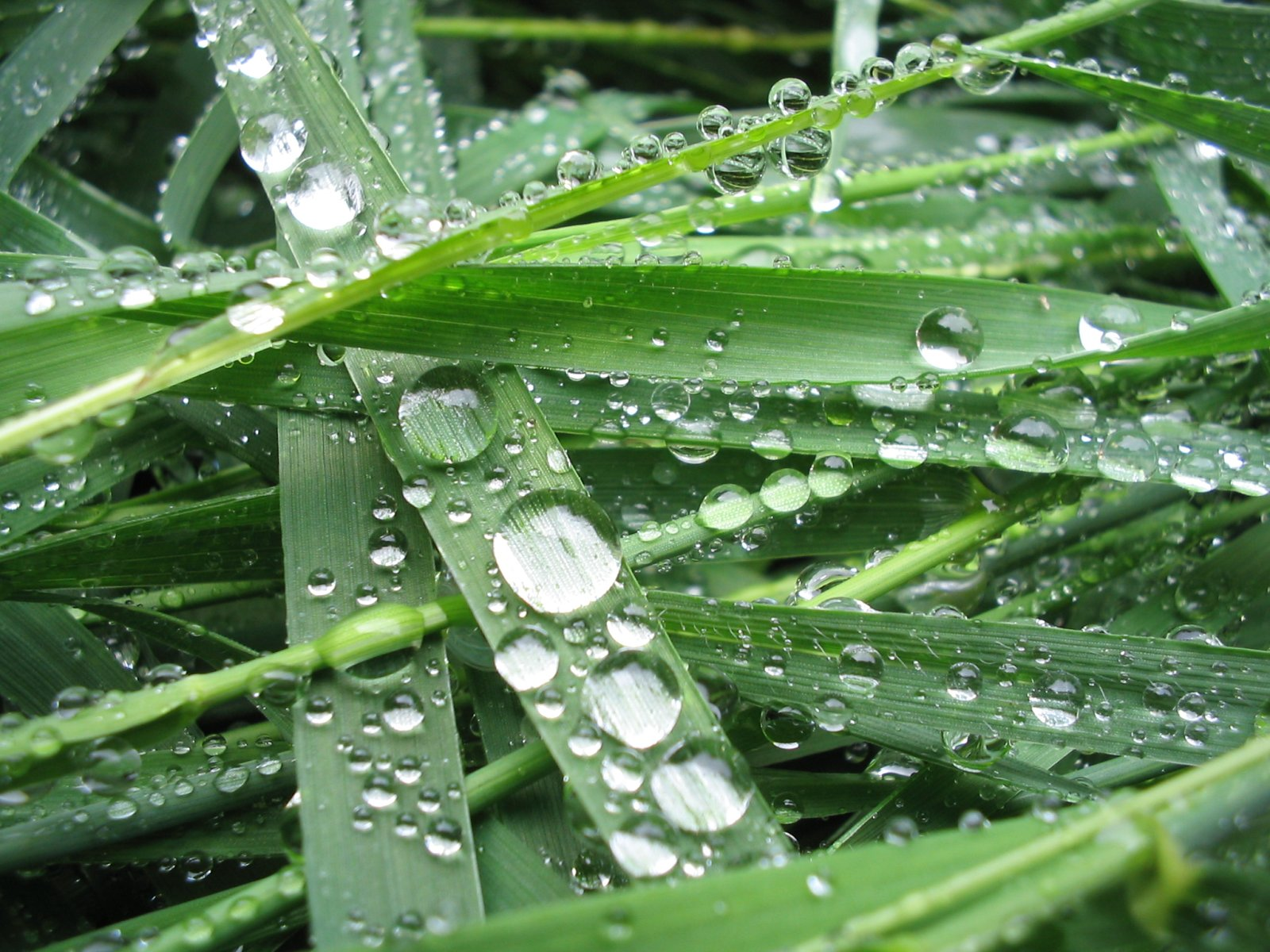
Кралі води на траві з гідрофобною поверхнею

Гідрофо́бність (англ. hydrophoby, water-repellency) — властивість деяких речовин не змочуватися та відштовхувати воду. Гідрофобність — окремий випадок ліофобності.
Гідрофобність вважають малим ступенем гідрофільності, оскільки цілковито гідрофобних речовин не існує.
Природну гідрофобність матеріалу можна підсилити або придушити додаванням спеціальних речовин-гідрофобізаторів, активаторів, депресорів, змочувачів.